# Christoph II. (Dänemark)
Christoph II. (* 29. September 1276; † 2. August 1332 in Sorø) war von 1320 bis 1326 und von 1329 bis 1332 König von Dänemark.

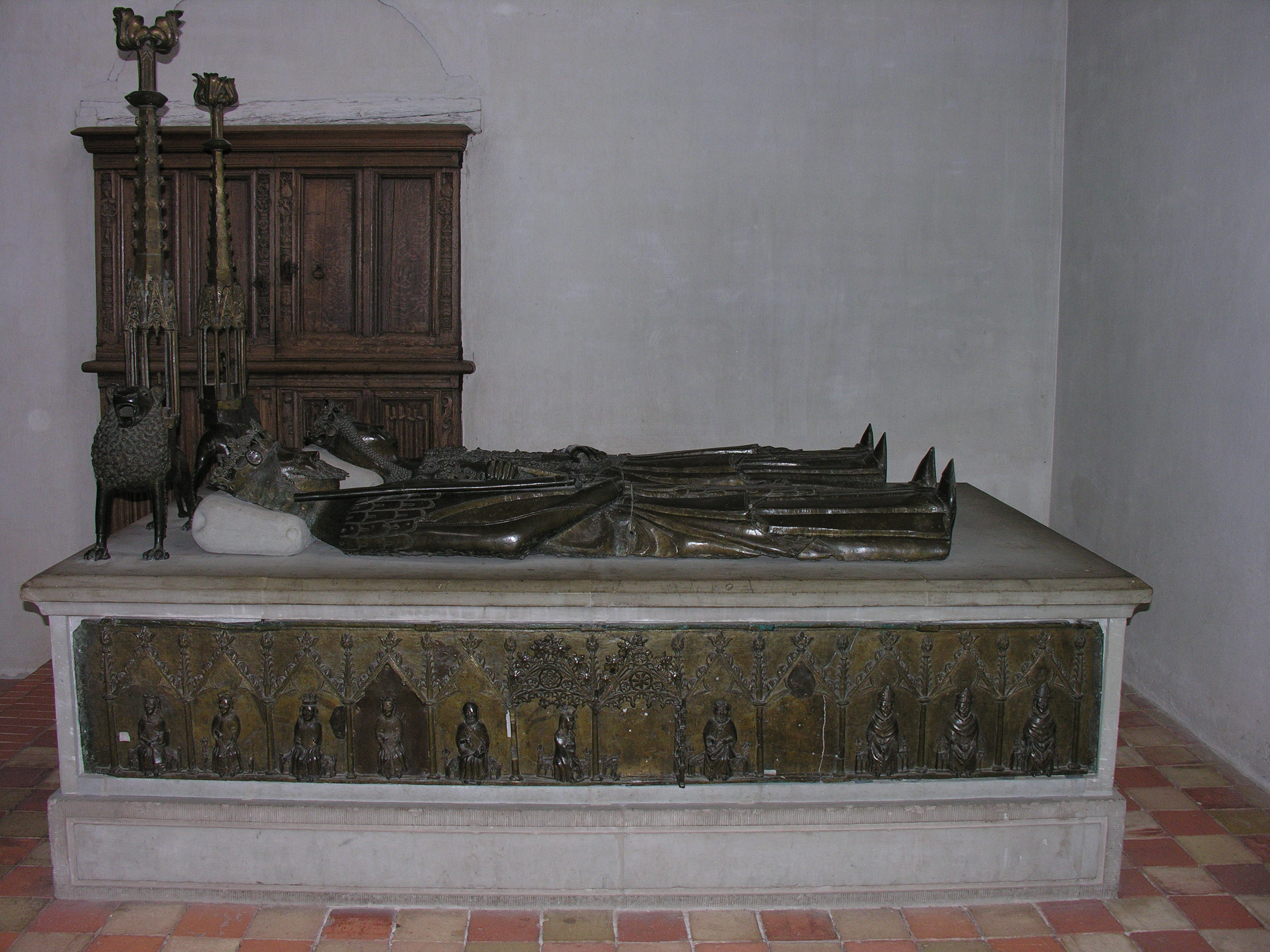
Grab in Sorø, um 1360

## Leben
Christoph, der zweite Sohn des Königs Erik V. Klipping und der Königin Agnes von Brandenburg, galt nach dem Tod seines Bruders Erik VI. Menved 1319 als ein möglicher Thronerbe. Gegen die Unterzeichnung einer Handfeste, die seine Rechte gegenüber dem Adel auf die Eintreibung von Steuern beschränkte, wählte ihn der Reichsrat 1320 zum König. Christoph übernahm ein Land, das durch viele Kriege an Wirtschaftskraft verloren und einen hohen Schuldenstand hatte. Anfangs versuchte er die Expansionspolitik seines Bruders fortzusetzen, doch extreme Kosten und die Verpfändung großer Landstriche an deutsche Fürsten führten zur Rebellion von Kirche und Adel. 1326 wurde er von einer Koalition der Aufständischen mit dem Holsteiner Grafen Gerhard III. besiegt und floh außer Landes. An seine Stelle setzte der Adel Gerhards zwölfjährigen Neffen Waldemar III.
Bis 1329 lebte Christoph im Exil, als ihm die Unterstützung seines Halbbruders Johann von Holstein-Kiel aus der zweiten Ehe seiner Mutter mit dem Holsteiner Grafen Gerhard II. eine neue Chance eröffnete: Er wurde wieder zum König eingesetzt, jedoch diesmal ohne jegliche Machtbefugnisse. Außerdem trat er die wenigen noch nicht verpfändeten Landesteile an Johann ab. Bei einem letzten Versuch, mehr Macht zu erhalten, wurde er 1331 von Gerhard III. gefangengesetzt. Sein Halbbruder löste ihn zwar wieder aus und übereignete ihm einige Ländereien, doch starb Christoph schon 1332 auf Lolland.
Die Macht des dänischen Königtums wurde erst durch seinen Sohn Waldemar IV. Atterdag wiederhergestellt.
Christoph II. wurde im Chorraum der Kirche von Kloster Sorø begraben. Auf dem Sarkophag ist er mitsamt seiner Frau und einer Tochter im Kindesalter im plastischen Vollbild in Bronze dargestellt.

## Familie
Er war seit 1300 mit Euphemia von Pommern verheiratet. Das Paar hatte folgende Kinder;
- Margrethe (1305–1340) ⚭ 30. November 1324 Ludwig V. (Bayern)
- Erik (1307–1331) ⚭ 1330 Elisabeth (um 1300–vor 1340), Witwe von Johann II. von Sachsen-Lauenburg, Tochter von Heinrich I. von Holstein-Rendsburg
- Otto (1310–nach 1347), Herzog von Lolland und Estland
- Agnes (* 1312; starb jung)
- Heilwig (* 1315)
- Waldemar „Atterdag“ (1320–1375)

Vor seiner Heirat hatte er eine Geliebte aus dem Geschlecht der Lunge und mit ihr zwei Kinder:
- Regitze Christofferdatter Løvenbalk ⚭ Peder Stigsen (Krognos) zu Krapperup († nach 1365)
- Erik Christoffersen Løvenbalk (* Geschätzt 1310)